# Östra Hammaren-Käringören
Östra Hammaren-Käringören este o arie protejată (arie specială de conservare — SAC, sit de importanță comunitară — SCI) din Suedia întinsă pe o suprafață de 387,2 ha, integral pe uscat.

## Localizare
Centrul sitului Östra Hammaren-Käringören este situat la coordonatele 55°57′59″N 14°22′51″E / 55.9665°N 14.3808°E.

## Înființare
Situl Östra Hammaren-Käringören a fost declarat sit de importanță comunitară în iulie 2000 pentru a proteja 1 specie de plante. Situl a fost protejat și ca arie specială de conservare în martie 2011.

## Biodiversitate
Situată în ecoregiunile continentală și marină baltică, aria protejată conține 10 habitate naturale: Pășuni de coastă din Baltica boreală, Pajiști uscate seminaturale și facies de acoperire cu tufișuri pe substraturi calcaroase (Festuco-Brometalia) (* situri importante pentru orhidee), Bancuri de nisip acoperite în permanență slab de apă marină, Insulițe și insule mici din Baltica boreală, Terase mlăștinoase și terase nisipoase neacoperite de apă la reflux, Dune de coastă fixe cu vegetație erbacee („dune gri”), Vegetație anuală la limita mareei, Pajiști cu Molinia pe soluri calcaroase, turboase sau argilos-nămoloase (Molinion caeruleae), Pajiști fino-scandinave uscate până la mezice, bogate în specii de altitudine mică, Recifuri.
La baza desemnării sitului se află o specie protejată de  plante: Dianthus arenarius subsp. arenarius.